# Seogwipo
Seogwipo (Seogwipo-si; in coreano 서귀포시), è una città della provincia sudcoreana autonoma dell'isola di Jeju. Ha una popolazione di 175 350 abitanti ed è la seconda città dell'isola. Città principalmente turistica, nel 2006 è stata unita alla contea di Namjeju per formare un'unica entità amministrativa nella parte meridionale dell'isola.

## Storia
La storia della città di Seogwipo è legata alla storia dell'isola di Jeju. Scavi archeologici effettuati nelle grotte Saengsoogwe nei pressi delle cascate di Cheonjiyeon hanno rivelato la presenza di artefatti risalenti all'età della pietra. Ulteriori scavi alle pendici del monte Sanbang hanno portato alla luce artefatti risalenti al Neolitico, ricoperti da circa un metro di detriti di antiche eruzioni vulcaniche.
Facente parte del regno di Tamna sin dal 57 a.C., seguì le varie vicissitudini del periodo dei Tre regni di Corea. Dopo essere stata legata al regno di Baekje, l'isola passo sotto il controllo del regno di Silla, quando questi conquistò il regno di Baekje. Dopo la caduta di Silla, l'isola passò sotto il controllo del regno di Goryeo nel 938, per poi esserne definitivamente annesso nel 1105, con l'istituzione della provincia di Tamna. Con l'avvento del regno Joseon alla fine del XIV secolo venne istituita nel 1397 la provincia di Jeju dal re Taejo di Joseon. Nella parte settentrionale dell'isola venne istituita la contea di Jeju, mentre la parte meridionale dell'isola (a sud del monte Halla) venne divisa in due prefetture, Jeongui e Daejeong. Durante l'era Joseon sull'isola vennero costruiti dei forti difensivi, tre dei quali nella parte meridionale. Nel 1910 sotto la dominazione giapponese l'isola passò sotto il controllo nipponico e nel 1915 le prefetture di Jeongui e Daejeong vennero fuse nel distretto amministrativo di Jeju e i due principali centri abitati delle prefetture divennero municipalità (myeon). Il 7 ottobre 1918 presso il tempio di Beopjeongsa nacque uno dei primi movimenti anti-giapponesi dell'isola, avente come obiettivo la riconquista della sovranità perduta qualche anno prima. Nell'aprile 1935 i due nuclei urbani vennero rinominati in Seogwi, la parte occidentale, e Jungmun, la parte orientale. Sotto l'occupazione giapponese i porti dell'isola vennero sviluppati e un impianto di lavorazione della carne di balena venne realizzato vicino al porto di Seogwi.
Nel 1945 con la fine della seconda guerra mondiale l'isola di Jeju entrò a far parte della Corea del Sud e nel 1946 venne istituita la contea di Namjeju. Con la ricostruzione dopo la fine della guerra e nel corso degli anni cinquanta, si ebbe uno sviluppo dell'isola e la crescita della coltivazione degli agrumi. L'8 luglio 1956 le municipalità di Seogwi e di Daejeong vennero elevate al rango di villaggi (eup). Il 1º dicembre 1980 anche le municipalità di Namwon e di Seongsan vennero elevate al rango di villaggi (eup). Il 1º luglio 1981 l'eup di Seogwi e il myeon di Jungmun vennero uniti a formare la città di Seogwipo-sim all'interno della quale vennero istituiti 12 quartieri (dong), mentre la contea di Namjeju rimaneva composta di 3 eup e di 2 myeon. Nel luglio 2006 venne approvato l'accorpamento della contea di Namjeju alla città di Seogwipo, assieme anche all'accorpamento della contea di Bukjeju alla città di Jeju, così da avere due sole entità amministrative sull'isola, che venne trasformata in provincia autonoma.

### Simboli
Il simbolo della città di Seogwipo è caratterizzato dal nome della città con la prima "o" stilizzata con un agrume, a simboleggiare la visione di Seogwipo come città turistica internazionale. In secondo piano una serie di punti che rappresentano il basalto e gli agrumi, e riprendono la forma del monte Halla, la cima più elevata dell'isola e di tutta la Corea del Sud. Inoltre, la città ha due mascotte: un ragazzo e una ragazza, vestiti con gli abiti tradizionali dell'isola. Nello slogan della città è presente un cerchio rosso a simboleggiare il sole e il nome della città, nel quale il carattere ㅅ è stilizzato per riprendere la forma del monte Halla.

## Geografia antropica

### Suddivisioni amministrative

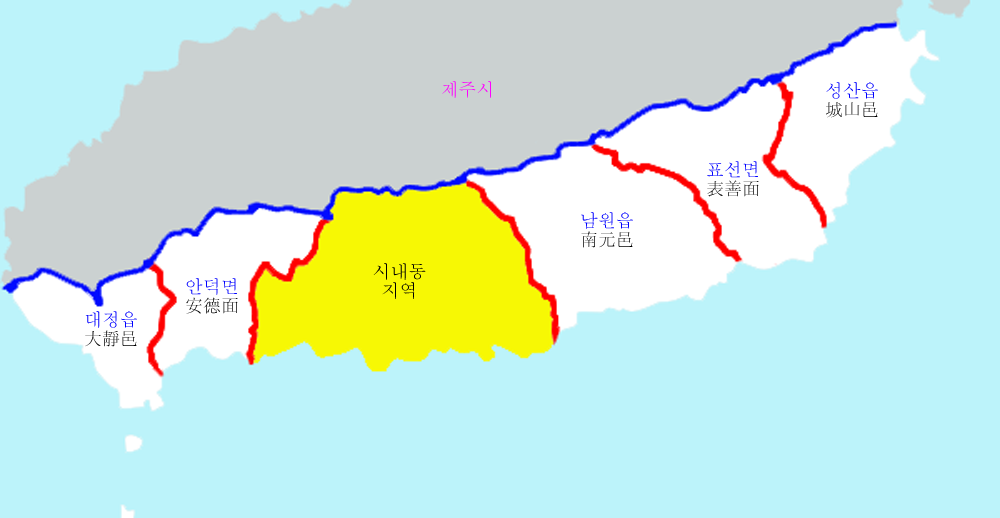
Suddivisioni amministrative della città di Seogwipo. In giallo il nucleo originario della città, suddiviso a sua volta in 12 quartieri (dong).

La città di Seogwipo è suddivisa in 12 quartieri (동, dong), in 2 municipalità (면, myeon) e in 3 villaggi (읍, eup). Municipalità e villaggi rappresentano i territori della precedente contea di Namjeju, mentre il nucleo originario della città di Seogwipo è suddiviso nei 12 quartieri.
Lista dei 12 quartieri (dong):
- Songsan-dong (송산동),
- Jeongbang-dong (정방동),
- Jungang-dong (중앙동),
- Cheonji-dong (천지동),
- Hyodon-dong (효돈동),
- Yeongcheon-dong (영천동),
- Donghong-dong (동홍동),
- Seohong-dong (서홍동),
- Daeryong-dong (대륜동),
- Saecheon-dong (대천동),
- Jungmun-dong (중문동),
- Yerae-dong (예래동),

Lista delle 2 municipalità (myeon):
- Andeok-myeon (안덕면),
- Pyoseon-myeon (표선면).

Lista dei 3 villaggi (eup):
- Daejeong-eup (대정읍),
- Namwon-eup (남원읍),
- Seongsan-eup (성산읍).

## Economia

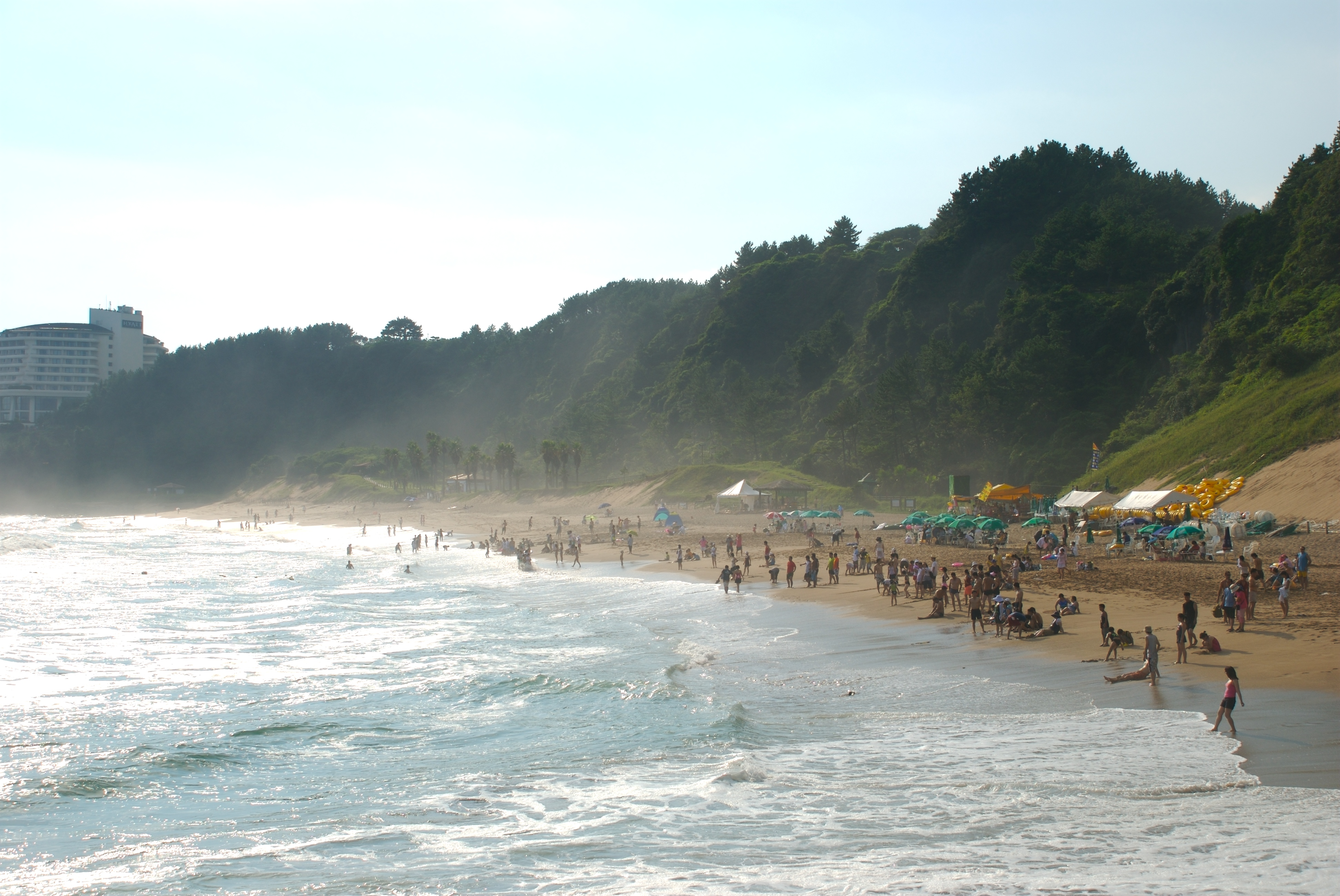
Spiaggia del complesso turistico di Jungmu.

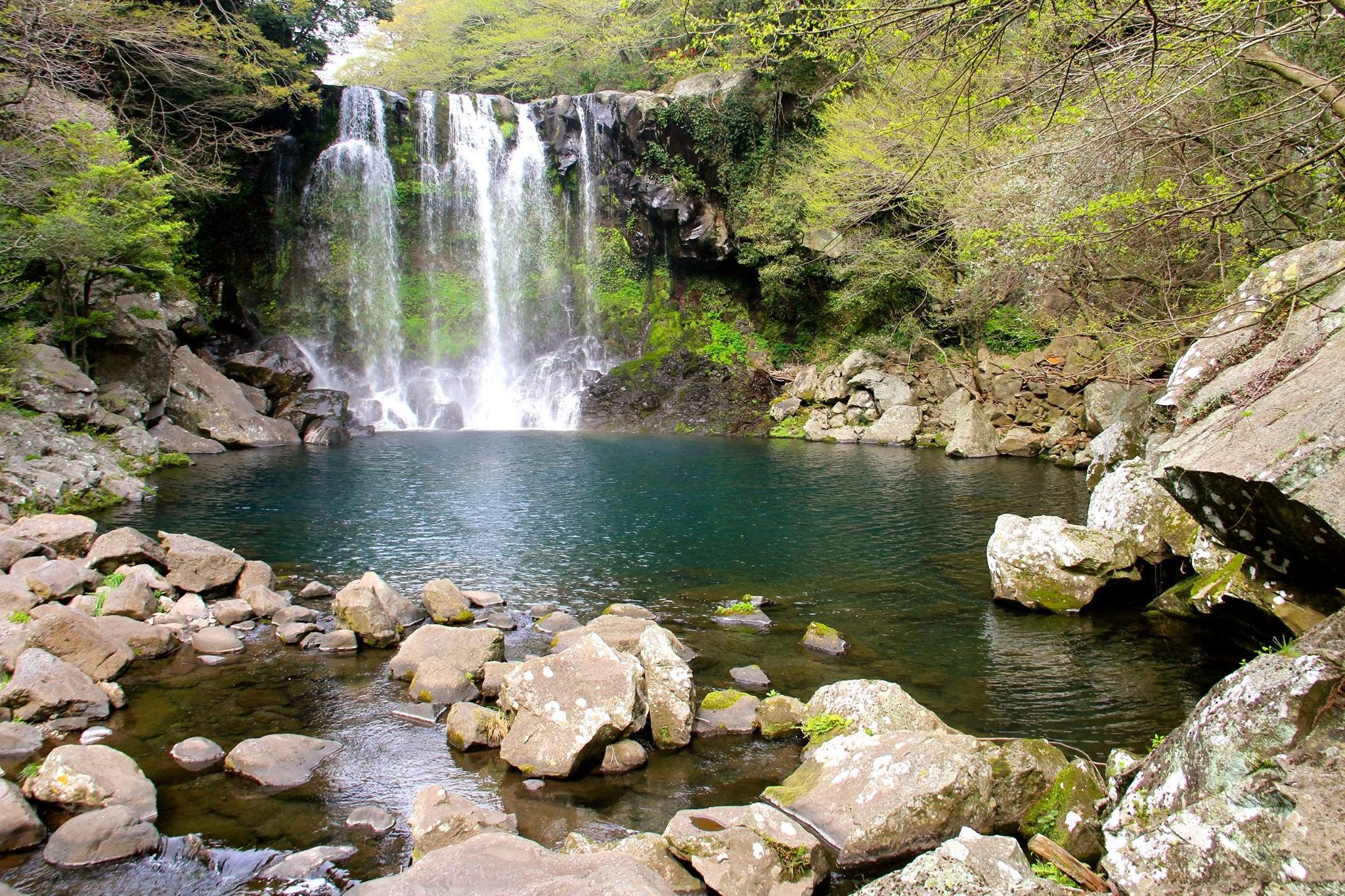
Cascate Chunjeyeon.

L'economia della città di Seogwipo è prettamente legata al settore turistico. La città e l'intera area meridionale dell'isola di Jeju sono caratterizzate da paesaggi naturali variegati, comprensivi di spiagge, montagne e percorsi naturalistici. Attorno alla città di Seogwipo si sviluppano molti degli elementi caratteristici dell'isola vulcanica di Jeju e tunnel di lava, che è patrimonio dell'umanità della Corea del Sud. Tra il monte Halla e le spiagge che caratterizzano la costa meridionale dell'isola sono presenti alcune cascate, tra le quali le Cheonjeyeon (che significa "lo stagno dell'imperatore celeste"), le Cheonjiyeon e le Jeongbang. Nella parte orientale dell'isola sorge il Seongsan Ilchulbong, un antico cratere vulcanico sorto dalle acque del diametro di circa 600 m e alto circa 182 m, nominato anche patrimonio naturale coreano.
Seogwipo è nota anche per la coltivazione di agrumi, che si sviluppa principalmente tra il Seongsan Ilchulbong e il villaggio di Seongeup. Il porto di Seogwipo si è sviluppato soprattutto per il commercio di pesce fresco e per l'esportazione dei mandarini e degli agrumi coltivati sull'isola, così come di altri prodotti agricoli.

## Sport
Seogwipo è sede del Jeju World Cup Stadium, lo stadio di calcio che ha ospitato tre partite del campionato mondiale di calcio 2002 ed è campo di gioco del Jeju United FC.